# 于辰
于辰，字向之，号北野，一号后乐，江蘇省鎮江府金壇縣，清朝官員。進士身。
雍正五年（1688年）二甲第三名進士。选庶吉士，散馆授翰林院編修。歷任山西、陝西鄉試正考官。乾隆元年（1735年）提督江西學政，乾隆四年（1739年）提督福建學政。任滿後補翰林院侍講，充国史馆纂修。以省亲回籍。